# Cheneché
Cheneché korábbi község Franciaország Új-Aquitania régiójában, Vienne megyében. 2017. január 1-jén három másik korábbi községgel egyesült és azokkal együtt Saint-Martin-la-Pallu új község része lett.
Lakosainak száma 379 fő (2018. január 1.). Cheneché Blaslay, Chabournay, Thurageau és Vendeuvre-du-Poitou községekkel határos.

## Népesség
A település népességének változása:
| Lakosok száma | 357  | 365  | 383  | 379  |
|               | 2013 | 2015 | 2017 | 2018 |